# 刘飏
刘飏（1942年9月—），女，吉林东辽人，中华人民共和国政治人物，曾任中华人民共和国司法部副部长，中国法学会党组副书记、常务副会长，第十届全国人大代表。